# Kim Taek-Yong
Kim Taek-Yong, mais conhecido pelo nick Bisu[Shield] ("Bisu" significando "adaga" em Coreano) é um jogador profissional  de StarCraft da Coreia do Sul, nascido em 3 de Novembro de 1989. Ele joga usando a raça Protoss e é um membro da equipe profissional de StarCraft SK Telecom T1. Atualmente, detém vários títulos e muitas vezes é considerado o melhor jogador Protoss do mundo, bem como um dos melhores jogadores de todos os tempos. Recentemente esteve no rank #21 da Korean E-Sports Association.

## Biografia
Bisu iniciou sua carreira profissional sendo dirigido pelo time "Pirates of Space" no KeSPA Rookie Draft de 2005. Pouco depois, "Pirates of Space" se tornou "MBCGame Hero", patrocinado pela MBCGame, uma subsidiária da MBC Plus que é uma companhia pertencente à Munhwa Broadcasting Corporation, uma das quatro maiores redes de televisão e rádio da Coreia do Sul.
Inicialmente Bisu não era mais que um jogador ordinário, que jogava partidas na liga profissional pelo seu time e partidas de qualificação para ligas individuais pela maior parte dos seus dois primeiros anos como jogador profissional. Nesses dois anos iniciais, Bisu mostrou bons resultados como iniciante e as pessoas passaram a notá-lo depois que ele se qualificou para o MBCGame Survivor Tournament (um antigo estágio preliminar para a MBCGame Star League, ou MSL).
Depois de se qualificar com sucesso para o 9° MBCGame Survivor Tournament, Bisu mostrou bons resultados no seu grupo e acabou sendo o vencedor ao derrotar o jogador Zerg ToSky por 2 a 1. Isso permitiu Bisu se qualificar para a primeira temporada da GOMTV MSL. Bisu perdeu decepcionantemente na primeira partida contra o jogador Protoss Nalr_rA, mas viria a vencer os jogadores Terran IriS, Canata e Hwasin, permitindo que ele continuasse avançando. Nas quartas de final, Bisu enfrentou outro Terran, o companheiro de equipe LighT. Bisu venceu por 2 a 0 e avançou para as semifinais, onde enfrentou o jogador que o venceu anteriormente, Nal_rA. Desta vez Bisu venceu por 3 a 0, avançando para a grande final, onde enfrentaria o melhor jogador da época, sAviOr. Muita expectativa se formou, sAviOr estava em excelente forma, enquanto Bisu era relativamente apenas um novato na sua primeira grande final. Muitos esperavam que sAviOr dominasse Bisu completamente, mas eventualmente Bisu venceu sAviOr por 3 a 0 e se tornou o campeão da primeira temporada da GOMTV MSL. Essa incrível vitória sobre sAviOr transformou Bisu numa estrela da noite para o dia.
Nos meses seguintes, Bisu continuaria a mostrar bons resultados, e como campeão da temporada anterior, Bisu recebeu passe livre para a segunda temporada da MSL. O formato da liga havia mudado um pouco desde a outra temporada, tendo um estilo de eliminação de grupos iniciando nas oitavas de final, e contendo 32 jogadores no início. Nas oitavas, Bisu enfrentou LighT, novamente vencendo por 2 a 0. Nas quartas de final, Bisu enfrentou Hwasin e o venceu por 3 a 2. Nas semifinais Bisu enfrentou GoRush e venceu por 3 a 1, avançando para sua segunda grande final consecutiva. Nessa final Bisu enfrentou Stork, e depois de uma partida difícil, venceu por 3 a 2. Essa segunda vitória na MSL solidificou o status de Bisu como estrela na Coreia do Sul.
Nos meses seguintes, Bisu sairia do MBCGame Hero e seria transferido para o SK Telecom T1, que é seu time atual.

## Sucesso
Em Março de 2007, na grande final da primeira temporada da GOMTV MBCGame Star League (MSL), Kim venceu o grande favorito e jogador número um do raking, sAviOr, por 3 a 0.. Isso o tornou o primeiro jogador Protoss a vencer um jogador Zerg numa final da MSL e o primeiro Protoss a vencer contra um Zerg numa final da Starleague desde Garimto na OSL. Em Maio de 2007, Kim venceu o Blizzard Entertainment World Wide Invitational, derrotando sAviOr novamente na final, por 2 a 1. Em Julho de 2007, Kim venceu Stork por 3 a 2 para se tornar bicampeão da MSL. Entretanto, na terceira temporada, ele foi derrotado por inteR.Mind nas finais por 3 a 1. Recentemente ele ganhou seu terceiro título MSL, vencendo JangBi por 3 a 1. Em 8 de Fevereiro de 2009, ele venceu a segunda temporada do GOMTV TG Sambo-Intel Classic ao derrotar JangBi novamente por 3 a 1.
Kim também se tornou o primeiro jogador Protoss a obter o rank #1 da KeSPA, um título que manteve por um total de 6 meses, porém por não mais que três consecutivos.

## Maiores Realizações
- 1° lugar, 2009 World Cyber Games Korea Finals.
- 3°-4° lugar, 2009 Batoo OnGameNet StarLeague
- 1° lugar, segunda temporada de 2008-2009 do GOMTV TG Sambo Intel Classic.
- 1° lugar, 2008 Clubday MBCGame StarLeague
- 3°-4° lugar, 2008 Bacchus OnGameNet StarLeague
- 3° lugar, 2007 EVER OnGameNet StarLeague.
- 2° lugar, terceira temporada de 2007 da GOMTV MBCGame StarLeague.
- 1° lugar, segunda temporada de 2007 da GOMTV MBCGame StarLeague.
- 1° lugar, primeira temporada de 2006-2007 da GOMTV MBCGame StarLeague.
- 1° lugar, torneio Blizzard World Wide Invitational.